# Deschampsia foliosa
Deschampsia foliosa — вид трав'янистих рослин з родини тонконогові (Poaceae), ендемік Азорських островів. Етимологія: лат. foliosus — «густолистий».

## Опис
Багаторічна рослина. Зростає в пучках. Стебло 15–30 см завдовжки. Лігули 4–7 мм завдовжки, гострі. Листові пластини середньо-зелені, ниткоподібні, довжиною 5–15 см, шириною 0.6–1 мм; поверхні шершаві; краї гладкі; верхівка ослаблена. Суцвіття — відкрита яйцеподібна вільна волоть, 4–9 см завдовжки, 1–5 см ушир. Колосочки поодинокі. Родючі колосочки містять 2 родючі квіточки. Колосочки ланцетні або довгасті, з боків стиснуті, довжиною 3.5–6 мм, розпадаються в зрілості, розриваючись вище колоскових лусок, але не між квітами. 

## Поширення
Ендемік Азорських островів (острови Корву, Сан-Мігел, Сан-Жорже, Піку, Терсейра, Фаял, Флореш).